# Зелёный крест (химическое оружие)
Зелёный крест (нем. Grünkreuz, Grünkreuzkampfstoffe) — маркировка на химических снарядах, которые содержали смеси на основе ядовитых веществ удушливого действия, использовавшиеся Германией в Первой мировой войне.
Смесь на основе дифосгена и хлорпикрина была разработана как ответ на французские снаряды с фосгеном и имела более сильное действие (однако её эффективность проявлялась только при массовых обстрелах). Первое массовое применение такого типа вооружения состоялось в ночь против 23 июня 1916 года в ходе битвы при Вердене.
Химические агенты «зелёный крест» имели несколько разновидностей:
- зелёный крест 1 — дифосген, хлорпикрин (или без него) и/или бромметилэтилкетон;
- зелёный крест 2 — фосген (60 %), дифосген (30 %), дифенилхлорарсин (10 %);
- зелёный крест 3 — этилдихлорарсин и этилдибромарсин. Эти два вещества являются представителями класса ирритантов (обозначение «синий крест»), но благодаря их способности проникать сквозь противогазы имевшихся тогда моделей, они применялись в сочетании с другими снарядами типа «зелёный крест»[3].